# Siphona singularis
Siphona singularis är en tvåvingeart som först beskrevs av Christian Rudolph Wilhelm Wiedemann 1830.  Siphona singularis ingår i släktet Siphona och familjen parasitflugor. Inga underarter finns listade i Catalogue of Life.